# Tysk-österrikiska backhopparveckan 2014/2015
Tysk-österrikiska backhopparveckan hölls i Oberstdorf, Garmisch-Partenkirchen, Innsbruck och Bischofshofen, under perioden 29 december 2014-6 januari 2015.

## Resultat

### Oberstdorf
HS 137 Schattenbergschanze, Tyskland

29 december 2014
| Rank | Namn            | Land      | Längd hopp 1 (m) | Längd hopp 2 (m) | Poäng | Slutpoäng (Rank) | Total världscup -poäng (Rank) |
| ---- | --------------- | --------- | ---------------- | ---------------- | ----- | ---------------- | ----------------------------- |
| 1    | Stefan Kraft    | Österrike | 136.5            | 129.0            | 291.9 | 291.9 (1)        |                               |
| 2    | Michael Hayböck | Österrike | 137.5            | 132.5            | 285.0 | 285.0 (2)        |                               |
| 3    | Peter Prevc     | Slovenien | 139.5            | 125.5            | 283.9 | 283.9 (3)        |                               |
| 4    | Kamil Stoch     | Polen     | 129.0            | 131.0            | 274.9 | 274.9 (4)        |                               |
| 5    | Andreas Kofler  | Österrike | 135.5            | 126.0            | 274.8 | 274.8 (5)        |                               |

### Garmisch-Partenkirchen
HS 140 Große Olympiaschanze, Tyskland

1 januari 2015
| Rank | Namn                  | Land      | Längd hopp 1 (m) | Längd hopp 2 (m) | Poäng | Slutpoäng (Rank) | Total världscup -poäng (Rank) |
| ---- | --------------------- | --------- | ---------------- | ---------------- | ----- | ---------------- | ----------------------------- |
| 1    | Anders Jacobsen       | Norge     | 135.5            | 136.5            | 286.0 | 540.7 (4)        |                               |
| 2    | Simon Ammann          | Schweiz   | 138.0            | 133.0            | 279.4 | 388.5 (25)       |                               |
| 3    | Peter Prevc           | Slovenien | 136.5            | 136.0            | 276.9 | 560.8 (2)        |                               |
| 4    | Gregor Schlierenzauer | Österrike | 132.5            | 139.5            | 275.7 | 523.2 (7)        |                               |
| 5    | Rune Velta            | Norge     | 134.0            | 136.5            | 272.7 | 520.8 (9)        |                               |

### Innsbruck
HS 130 Bergiselschanze, Österrike

 4 januari 2015
| Rank | Namn                  | Land      | Längd hopp 1 (m) | Längd hopp 2 (m) | Poäng | Slutpoäng (Rank) | Total världscup -poäng (Rank) |
| ---- | --------------------- | --------- | ---------------- | ---------------- | ----- | ---------------- | ----------------------------- |
| 1    | Richard Freitag       | Tyskland  | 133.5            | 132.0            | 278.5 | 791.7 (5)        |                               |
| 2    | Stefan Kraft          | Österrike | 137.0            | 127.0            | 273.5 | 835.4 (1)        |                               |
| 3    | Simon Ammann          | Schweiz   | 132.0            | 130.5            | 263.7 | 652.2 (19)       |                               |
| 3    | Noriaki Kasai         | Japan     | 128.5            | 132.0            | 263.7 | 797.7 (4)        |                               |
| 5    | Gregor Schlierenzauer | Österrike | 127.0            | 129.5            | 262.4 | 785.6 (7)        |                               |

### Bischofshofen
HS 140 Paul-Ausserleitner-Schanze, Österrike

 6 januari 2015
| Rank | Namn            | Land      | Längd hopp 1 (m) | Längd hopp 2 (m) | Poäng | Slutpoäng (Rank) | Total världscup -poäng (Rank) |
| ---- | --------------- | --------- | ---------------- | ---------------- | ----- | ---------------- | ----------------------------- |
| 1    | Michael Hayböck | Österrike | 137.5            | 136.5            | 288.4 | 1100.7 (2)       |                               |
| 2    | Noriaki Kasai   | Japan     | 132.5            | 137.0            | 277.1 | 1074.8 (4)       |                               |
| 3    | Stefan Kraft    | Österrike | 133.5            | 132.0            | 271.3 | 1106.7 (1)       |                               |
| 4    | Peter Prevc     | Slovenien | 133.0            | 134.5            | 271.2 | 1077.2 (3)       |                               |
| 5    | Anders Jacobsen | Norge     | 130.5            | 136.0            | 270.6 | 1060.1 (5)       |                               |

### Slutställning
Slutresultatet efter de fyra deltävlingarna. Stefan Kraft blev den sammanlagda vinnaren.
| Rank | Namn                  | Nation    | Oberstdorf | Garmisch-Partenkirchen | Innsbruck  | Bischofshofen | Slutpoäng |
| ---- | --------------------- | --------- | ---------- | ---------------------- | ---------- | ------------- | --------- |
| 1    | Stefan Kraft          | Österrike | 291.9 (1)  | 270.0 (6)              | 273.5 (2)  | 271.3 (3)     | 1106.7    |
| 2    | Michael Hayböck       | Österrike | 285.0 (2)  | 269.8 (7)              | 257.5 (6)  | 288.4 (1)     | 1100.7    |
| 3    | Peter Prevc           | Slovenien | 283.9 (3)  | 276.9 (3)              | 245.2 (11) | 271.2 (4)     | 1077.2    |
| 4    | Noriaki Kasai         | Japan     | 264.3 (8)  | 269.7 (8)              | 263.7 (3)  | 277.1 (2)     | 1074.8    |
| 5    | Anders Jacobsen       | Norge     | 254.7 (14) | 286.0 (1)              | 248.8 (9)  | 270.6 (5)     | 1060.1    |
| 6    | Richard Freitag       | Tyskland  | 251.4 (15) | 261.8 (9)              | 278.5 (1)  | 265.1 (6)     | 1056.8    |
| 7    | Gregor Schlierenzauer | Österrike | 247.5 (17) | 275.7 (4)              | 262.4 (5)  | 264.6 (7)     | 1050.2    |
| 8    | Severin Freund        | Tyskland  | 255.0 (13) | 260.2 (10)             | 249.4 (8)  | 257.9 (8)     | 1022.5    |
| 9    | Roman Koudelka        | Tjeckien  | 265.3 (7)  | 257.1 (11)             | 248.6 (10) | 242.4 (13)    | 1013.4    |
| 10   | Kamil Stoch           | Polen     | 274.9 (4)  | 243.8 (15)             | 252.8 (7)  | 237.9 (15)    | 1009.4    |

### Fotnoter
1. ↑  ”Oberstdorf Results”. Arkiverad från originalet den 4 januari 2015. https://web.archive.org/web/20150104095027/http://data.fis-ski.com/dynamic/results.html?sector=JP&raceid=4156. Läst 23 januari 2015.
2. ↑  ”Garmisch-Partenkirchen Results”. Arkiverad från originalet den 4 januari 2015. https://web.archive.org/web/20150104091850/http://data.fis-ski.com/dynamic/results.html?sector=JP&raceid=4158. Läst 23 januari 2015.
3. ↑  ”Innsbruck Results”. Arkiverad från originalet den 4 januari 2015. https://web.archive.org/web/20150104212208/http://data.fis-ski.com/dynamic/results.html?sector=JP&raceid=4160. Läst 23 januari 2015.
4. ↑  Bischofshofen Results
5. ↑  Four Hills Tournament Standing